# Aspergillus stellatus
Aspergillus stellatus är en svampart. Aspergillus stellatus ingår i släktet Aspergillus och familjen Trichocomaceae.

## Underarter
Arten delas in i följande underarter:
- astellatus
- stellatus